# Fritz Voegelin
Fritz Voegelin (Zürich, 19 december 1943 - Bischofszell, 25 december 2020) is een Zwitsers componist, muziekpedagoog, dirigent en violist.

## Levensloop
Voegelin studeerde viool aan het Conservatorium in Bern, orkestdirectie aan de Muziek Akademie Basel en compositie in de klas van Klaus Huber en Robert Suter alsook orkestdirectie bij Hans Swarowsky in Wenen, Oostenrijk. Hij was stichter en dirigent van het Orchestre de Chambre de Fribourg. Eveneens was hij dirigent van het Orchestre de la Ville et de l'Université in Fribourg. 
In Bern leidde hij de bekende Stadtmusik Bern, een groot harmonieorkest. 
In 1985 volgde hij de beroeping als professor en directeur aan het Conservatorio del Tolima in Ibagué, Colombia. In 1988 werd hij professor voor orkestdirectie aan de Universiteit van de stad (Santa Fe de) Antioquia, Colombia, en ook chef-dirigent van het Orquesta Sinfonica de Antioquia. Sinds 1992 leeft hij weer in St. Gallen, Zwitserland.

## Composities

### Werken voor orkest
- 1960/1993 Ecstatic - Prelude, voor groot orkest
- 1975 Intermezzo scherzoso, voor altviool en kamerorkest
- 1980 Concert, voor alt-trombone en strijkorkest
- 1986-1987 Concert, voor cello en orkest
- 1995 Vivat gaudii brevitas, voor kamerorkest
- 1996 Du dernier monde
- 1997-1998 Tangencias, voor altviool en dubbelt kamerorkest
- De profundis, voor viool en orkest

### Werken voor harmonieorkest en brassband
- 1985 L'Enlévement (De kaping)
- 1998-1999 Cherubiniade, voor zymbalon en brassband
- 1999 Zodiakus, voor 10 koperblazers
- Ballad, voor trombone en brassband
- Burlesque, voor trombone en brassband
- Burlesque, voor trombone en harmonieorkest
- Changing Cells, voor brassband
- Concerto Grosso, voor 4 trombones en brassband (opgedragen aan het "Slokar-trombone-kwartet")
- Configurations on B.A.C.H., voor brassband
- Nordlicht-Variationen, voor alt-trombone en brassband
- Paseo Burlesco, voor brassband
- Piscadi, mars voor harmonieorkest
- Sarajevo, voor brassband

### Toneelwerk
- 1993 Hildegardis de divinis operibus visiones, voor koperensemble, slagwerk, orgel en spreker - teksten: Hildegard von Bingen

### Werken voor de omroep
- 1992-1993 Zone,  1e radio-fonisch werk op een epos van Guillaume Apollinaire voor bariton, gemengd koor, instrumentaal-ensemble (fluit(piccolo, hoorn, viool, altviool, piano/synthesizer, slagwerk) en geluidsband

### Werken voor koor
- 1997 Hildegardis de divinis operis visiones, voor vier- tot achtstemmig gemengd koor a capella - tekst: Hildegard von Bingen

### Vocale muziek
- 1990 Invocatìon, voor sopraan, fluit, hobo, hoorn, contrabas en orgel - tekst: Alvaro Mutis
- 1996-1997 Sang zur grossen Herzerquickung, voor sopraan, bariton en kamerorkest
- «in hoc fine», voor mezzosopraan, koperkwintet en orgel - tekst: Hildegard von Bingen

### Kamermuziek
- 1980 4 scènes, voor strijkkwartet
- 1982 Quatre Etudes, voor trombonekwartet
- 1985 Emanations, voor klarinet en piano
- 1988 Ephod, voor cello en piano
- 1991 Cumbia, voor klarinet(ten) (klar-es, klar-bes, basklar) en piano
- 1994 Thebaïs, voor blokfluiten, bas-fluit, gitaar, viool, cello, slagwerk en synthesizer
- 1994 Metoikesis, voor fluit (piccolo), klarinet (contrabas-klarinet), altviool, slagwerk, piano en harp
- 1998-1999 De afuera (van buiten), voor altsaxofoon en strijkkwartet over fragmenten vanuit het Kosovo, Servië en Albanië
- 1999 Zodiakus, voor 10 koperblazers
- 2000 Acercamiento (de benadering), voor slagwerk, orgel en viool
- Distributions, voor hobo, hoorn en piano
- Que no haya salida, voor altfluit en gitaar
- Sin cadenas, voor klarinet, cello en piano

### Werken voor orgel
- 1975 Fantasia, voor orgel, altviool en strijkorkest
- 1994 Laberinto, voor fluit en orgel
- 2000 Bolero
- Encuentro y Danza, voor trompet en orgel
- Méditation sur B.A.C.H., voor trombone en orgel

### Werken voor gitaar
- 1986 Nombres
- 1990 Tremblements, voor gitarenkwartet